# 1766

## Събития
- хенри кавендиш открива водорода под името „запалим въздух“

## Родени
- Артър Улф, английски инженер
- Йосиф Строителя, игумен на Рилския манастир
- Накшидил валиде султан, валиде султан
- 17 февруари – Томас Малтус, Британски учен – икономист и социолог
- 22 април – Ан Луиз Жермен дьо Стаел, френска писателка
- 22 април – Ана Стал, френска писателка
- 9 юли – Джейкъб Пъркинс, американски изобретател
- 23 август – Йохан Центуриус фон Хофмансег, германски биолог
- 2 ноември – Йозеф Радецки, австрийски офицер

## Починали
- 11 юли – Изабела Фарнезе, испанска кралица